# Ducula zoeae
Ducula zoeae là một loài chim trong họ Columbidae.